# Cessna 182

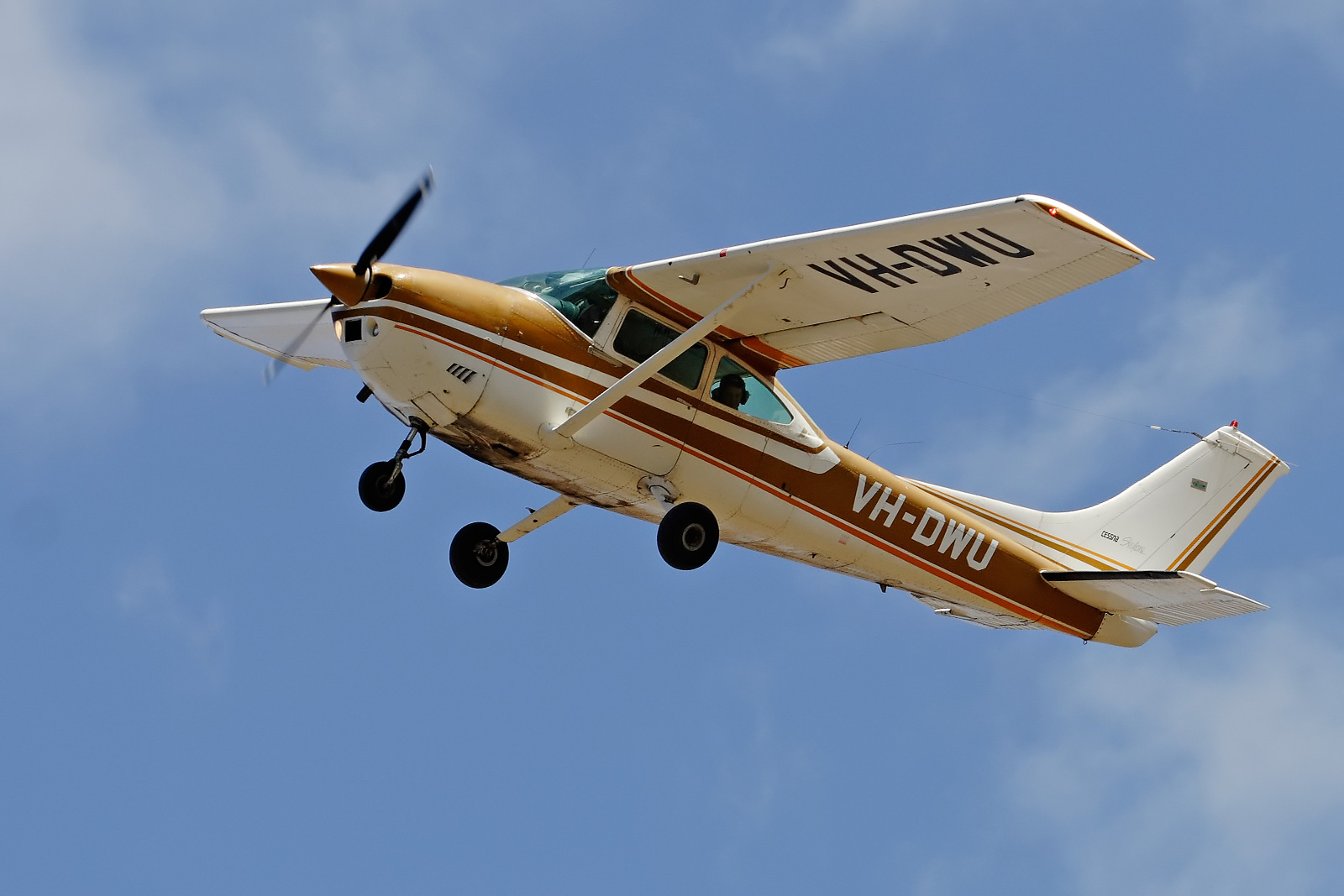
Cessna 182P

Цессна 182 «Скайлейн» (англ. Cessna 182 Skylane) — американский лёгкий самолёт общего назначения. Приставка Skylane впервые была использована в названии модификации 182А, чтобы обозначить более совершенное оборудование модели. Разработан компанией Cessna. Один из наиболее массовых самолётов в истории авиации. Серийный выпуск — с 1956 года по 1985 годы. В 1994 году Cessna объявили о планах возобновить производство модели 182. Прототип нового 182S совершил первый полёт 15 июля 1996 года, а первые поставки состоялись в апреле 1997 года. Выпускается по настоящее время (2018 год). С 1956 года построено свыше 25 000 самолётов в более чем 15 модификациях. Изготовлен из металла, но некоторые детали, к примеру капот двигателя и крыла, сделаны из стекловолокна или термопластика.

## Лётно-технические характеристики
- Экипаж: 1
- Пассажиров: 3
- Длина: 8,8 м
- Размах крыла: 11,0 м
- Высота: 2,8 м
- Площадь крыла: 16,2 м²
- Пустой вес: 894 кг (1970 фунтов)
- Полезная нагрузка: 517 кг
- Максимальный взлётный вес: 1406 кг
- Крейсерская скорость: 269 км/ч
- Максимальная скорость: 278 км/ч
- Скорость сваливания: 91 км/ч
- Дальность: 1722 км
- Потолок 5517 м
- Силовая установка: 1 × Lycoming IO-540-AB1A5 трёхлопастной, с постоянной скоростью вращения, 230 л. с. (172 кВт)
- Удельная мощность: 122 Вт/кг

## Страны-эксплуатанты
- Афганистан — в июне 2011 года США заключили контракт на поставку для военно-воздушных сил Афганистана шести учебно-тренировочных самолётов Cessna-182T; в сентябре 2011 года ВВС Афганистана получили первые три самолёта[3]
- Гондурас — по состоянию на 2010 год, на вооружении военно-воздушных сил Гондураса имелось два самолёта Cessna-182[4]